# Zwei Menschen unterwegs
Zwei Menschen unterwegs (Originaltitel: Two People) ist ein US-amerikanischer Liebesfilm aus dem Jahre 1973 von Robert Wise mit Lindsay Wagner und Peter Fonda in den Hauptrollen.

## Handlung
Der junge US-Amerikaner und GI Evan Bonner ist während des Vietnamkriegs desertiert und hat sich nach langer Irrfahrt über Bangkok, Moskau und Schweden nach Marokko durchgeschlagen. In Marrakesch versucht er zu sich und seine innere Ruhe wieder zu finden. Schließlich entscheidet sich Evan dafür, seine langjährige Flucht zu beenden und in die USA zurückzukehren. Dort will er sich einem US-Militärgericht stellen.
Auf der Heimreise von Nordafrika nach Westeuropa begegnet er in einem Zug dem schönen, melancholischen Fotomodell Deirdre McCluskey, das wie er eine Suchende ist. Entstehen beim Bummel während eines Zwischenaufenthalts in Casablanca erste freundschaftliche Gefühle, so sind Evan und Deirdre bei der Ankunft in Paris bereits ein Paar geworden und gestehen sich ihre Liebe. Deirdre versucht jetzt, Evan umzustimmen und ihn von der Rückkehr in die USA abzuhalten. Sie will ihn, den sie soeben für sich gewonnen hat, nicht gleich wieder verlieren, denn auf ihn wartet daheim eine lange Gefängnisstrafe…

## Produktionsnotizen
Zwei Menschen unterwegs wurde 1972 gedreht und lief am 18. März 1973 in den USA an. Die deutsche Erstausstrahlung war am 29. August 1975 um 20.15 Uhr in der ARD.
Die Bauten entwarf der französische Filmarchitekt Eric Simon.

## Kritiken
Die nationale wie internationale Filmkritik reagierte auf diese Romanze, einem milden Spätwerk des einst gefeierten Starregisseurs Wise, weitgehend indifferent bis desinteressiert. Nachfolgend eine kleine Auswahl:
Leonard Maltin schrieb: „Soapy, but oddly effecting drama“ und „Beautiful photography by Gerald Hirschfeld and likable performance by Wagner in her first major role“.
Halliwell‘s Film Guide charakterisierte den Film wie folgt: „Solemn, inconsequential topical drama which made no impact whatever“.
film-dienst und das Lexikon des internationalen Films konstatieren: „Belanglose Love-Story, die aber durch die perfektionistische Inszenierung beträchtlichen Unterhaltungswert gewinnt“.